# 유은실
유은실(1974년 7월 6일 ~ )은 2004년부터 활동한 대한민국의 동화 작가이다. 대표작으로는 《나의 린드그렌 선생》, 《멀쩡한 이유정》, 《마지막이벤트》, 《순례주택》과《나도 ○○할 거야》 시리즈가 있다.  청소년소설 《변두리》, 《2미터 그리고 48시간》, 《순례주택》등이 있으며 그림책은《나의독산동》, 《심청전》, 《송아지똥》, 인물 이야기는 《유관순》, 《제인 구달》등에 글을 썼다. 단편집《만국기 소년》, 《멀쩡한 이유정》, 《내 머리에 햇살 냄새》가 있고 장편집은 《마지막 이벤트》, 《일수의 탄생》등이 있다.

## 생애
1974년 대한민국 서울에서 태어났다. 장애로 일할 수 없게 된 아버지를 대신하여 교사인 어머니가 생계를 책임졌으며, 할머니가 어린 유은실과 언니를 돌보아주었다. 어머니 아버지가 진보적인 지식인이었다면, 할머니는 억척스러운 생활인이었다. 작가는 부모님과 할머니 양쪽 모두로부터 영향을 받으며 자랐다. 덕성여자대학교 식품영양학을 졸업한 후 요리학원 강사를 하다가 건강문제로 그만두었다. 그 후 요리 관련 글을 쓰는 프리랜서 작가를 해볼 생각으로 명지대학교 문예창작과에 편입하고 1998년 명지대학교 대학원에서 문예창작과를 졸업하였다. 2013년 가을부터 문예창작학과에서 아동문학 강의를 하고 있다. 2004년 아동문학 잡지『창비어린이』에「내 이름은 백석」을 게재되면서 등단하였다.

## 경력
유은실은 2005년《우리 집에 온 마고할미》로 동화작가 데뷔하였다. 2007년《만국기 소년》작품으로 제 28회 한국어린이도서상을 받았고 2010년《멀쩡한 이유정》으로 IBBY 어너리스트를 수상했다. 2013년 5월 창원세계아동문학축전에서 문학특강을 하고 같은 해 9월 느티나무도서관에서 <나의 린드그렌 선생님>으로 작가와의 만남을 가졌다.  2015년《변두리》는 제6회 권정생창작기금(권정생문학상)을 받았다. 2024년 ALMA(아스트리드 린드그렌 기념상)후보로 지명했다.2024년 《일수의 탄생》으로 작가와의 만남을 가졌다.

## 스타일
유은실은 아스트리드 린드그렌의 책들을 인상깊게 봤고 직접 한국어 번역본들을 모을만큼 사랑한다. 그 계기로 첫 장편집《나의 린드그렌 선생님》을 발표했다. 이 책은 어린이 주인공이 아스트리드 린드그렌의 책을 읽으며 현실의 어려움을 이겨내고 희망을 품는 이야기를 다룬다. 1980년 유은실의 어린시설 성장 배경으로《변두리》, 《나의 독산동》을 만들었다. 이곳은 주택가들 사이에 소규모 하청업체들이 있는 동네이다. 요리 강사 생활을 하면서 투병의 경험은 《2미터 그리고 48시간》에 반영되었다. 이 책은 그레이브스병 때문에 ‘방사성 요오드 치료’를 받는 십대 청소년의 하루를 이야기한다. 질병이나 장애를 가진 사람들을 낙인 찍고 배제하는 사회에 보란 듯이 타인을 배려하고 기꺼이 돌보려 한다. 이를 통해 인간적 품위를 드러내 보이는 것이다. 따라서 유은실의 책에서는 모든 인간이 갖고 있는 배려와 연민, 이해 같은 긍정적 측면을 놓치지 않는다. 질병, 장애, 노화, 빈곤, 계급 차별 등 온갖 어려움과 모순으로 가득한 현실에서 인간답게 살기 위해서는 최소한의 품위가 필요하기 때문이다.  
유은실은 사회적 약자들에 대한 글을 쓰며 슬픈 이야기를 쓸 때도 웃을 수 있게 쓰는 것을 추구한다. 그녀는 어린이가 성장하는 과정에서 느끼는 정서적 반응을 포착하는 데 뛰어나다.  
《나도 편식할거야》, 《나도 예민할거야》등 5권으로 이루어진 유년동화 시리즈의 주인공이 머무르는 세계는 언제나 따뜻하고 행복하며 결핍은 금세 충족된다. 유은실은 어린이를 중심으로 만들어지는 인간관계가 얼마나 소중하고 아름다운지 분명히 이해하고 있다. 아이가 자라면서 겪는 현실 인식의 확장이 슬픔으로 이어지는 과정을 숨기지 않았고 이면에 존재하는 진실은 어린이에게 현실을 일깨워준다. 유은실의 유년 동화가 그리는 안온한 세계는 영원히 유지될 수 없다. 모든 어린이는 성장하기 때문이다.  
《마지막 이벤트》, 《나의 린드그렌 선생님》, 《우리 동네 미자씨》, 《순례주택》에서 아이와 평등한 관계를 맺으며 우정을 나누는 어른들이 많다. 어른-친구는 아이가 가족 내에서 겪는 문제나 결핍을 보완해 주는 존재이다. 

## 수상
- 2015 제6회 권정생창작기금(권정생문학상) 수상 - 변두리[6]
- 2010 IBBY 어너리스트 - 멀쩡한 이유정
- 2007 제28회 한국어린이도서상 - 만국기 소년[7]

## 작품
- 2021 순례주택 (비룡소) ISBN 9788949123493
- 2018 2미터 그리고 48시간 (낮은산) ISBN 9791155251096
- 2014 변두리 (문학동네) ISBN 9788954691529

## 그림 작가와의 협업 작품
- 2022 마트료시카 (사계절) ISBN 9791160949681
- 2022 나는 기억할 거야 (사계절) ISBN 9791160949322
- 2022 나는 망설일 거야 (사계절) ISBN 9791160949766
- 2022 나는 따로 할 거야 (사계절) ISBN 9791169811057
- 2022 까먹어도 될까요 (창비) ISBN 9788936414160
- 2021 박완서 (비룡소) ISBN 9788949129419
- 2019 나의 독산동 (문학과지성사) ISBN 9788932035451
- 2019 송아지똥 (창비) ISBN 9788936447526
- 2018 그해 가을 (창비) ISBN 9788936455330
- 2016 드림 하우스 (문학과지성사) ISBN 9788932028934
- 2015 우리 마을 도서관에 와 볼래? (사계절) ISBN 9788958289128
- 2014 제인 구달 (비룡소) ISBN 9788949188553
- 2013 나도 예민할 거야 (사계절) ISBN 9788958286622
- 2013 일수의 탄생 (비룡소) ISBN 9788949121543
  - 2016 我只想做个平凡的孩子 (我只想做个平凡的孩子, China) ISBN 9787533944650
- 2012 내 머리에 햇살 냄새 (비룡소) ISBN 9788949161587
- 2011 나도 편식할 거야 (사계절) ISBN 9788958285366
- 2010 유관순 (비룡소) ISBN 9788949188317
- 2010 심청전 (비룡소) ISBN 9788949101279
- 2010 우리 동네 미자 씨 (낮은산) ISBN 9788989646600
- 2010 마지막이벤트 (바람의아이들, 2015년 비룡소에서 재출간) ISBN 9788949121642
  - 2014 Le dernier événement (Ecole Des Loisirs, France) ISBN 9782211213509
  - 2020 爷爷最后的秘密 (Zhejiang Literature & Art Publishing Hous, China) ISBN 9787533959937
- 2008 멀쩡한 이유정 (푸른숲주니어) ISBN 9788971846278
- 2007 만국기 소년 (창비) ISBN 9788936442323
- 2005 나의 린드그렌 선생님 (창비) ISBN 9788936442194
  - 2014 爱顶嘴的 小女孩儿 (China Machine Press, China) ISBN 9787111436539
  - 2010  Si j'étais Fifi Brindacier (Editions Philippe Picquier, France) ISBN 9782809701463
- 2005 우리 집에 온 마고 할미 (바람의아이들, 2015년 푸른숲주니어에서 재출간) ISBN 9791156750505

## 참고
작가연구자료집 2021, KBBY 국제아동청소년도서협의회